# كاربوبارب
الكاربوبارب (بالإنجليزية: Carbubarb)‏ (Carbubarbital ، Nogexan) وهو استبدال الكارباماتات بالمشتقات الباربتيورات، والذي له تأثير المسكنات.